# Személyi jog
A személyi jog (vagy más megnevezéssel személyek joga) a polgári jog viszonylag önálló jogterülete, amely a személyi viszonyok, különösen a jogalanyiság és a személyiségi jogok szabályozásán keresztül biztosítja és védi a személyi autonómiát, a személyek önrendelkezésének és önmegvalósításának szabadságát. A személyi viszonyokat szabályozó joganyag viszonylag elkülönült része, jogterülete a polgári jognak. A személyi jog már a 20. század elején kinőtt a polgári jog általános részéből, önálló jogterületté vált. 

## Jogtudósok véleménye a személyi jogról
- Asztalos László szerint:

„Mivel a jog az emberek közötti társadalmi viszonyokat szabályoz , ezek közül a polgári jogban elsősorban a szelektált, személyhez fűződő és bizonyos vagyoni viszonyok tartoznak. A társadalmi viszonyok meghatározott szabályozása jogi eszközök útján elsősorban az emberekért van és az embereket kívánja a jogi szabályozással védeni. Ezért elsőrendűen a személy és személyhez fűződő jogok védelme az, amely a polgári jog területéhez tartozik.” [forrás?]
- Szladits Károly szerint:

„Az életviszonyoknak főképpen két köre az, amelyben az ember túlnyomóan mint magánegyén áll szemben más magánegyénekkel: a magángazdaság és a családi élet. Ezek a magánjog fő tárgyai: vagyonjog és családjog. Azonban a családi élet körén kívül is előfordulnak személyi, azaz nem vagyoni érdekű vonatkozások emberek között, amelyek egyéni érdeksérelmekre vezethetnek. Az ilyen érdeksérelmeket a mai jogrend annyiban részesíti magánjogi védelemben, amennyiben az ember személyiségének megsértéseként tűnnek fel. A személyiség védelme több irányban alakult ki, ily módon a személyiség védelme a magánjognak önálló, harmadik tárgyává vált.”
[forrás?]

## Fő részei
- az ember jogalanyisága
  - jogképesség
  - cselekvőképesség
    - gondnokság alá helyezés
- jogi személyek
- személyhez fűződő jogok